# Палац Мезон-Лафіт
48°56′50″ пн. ш. 2°09′14″ сх. д. / 48.94719° пн. ш. 2.15384° сх. д.

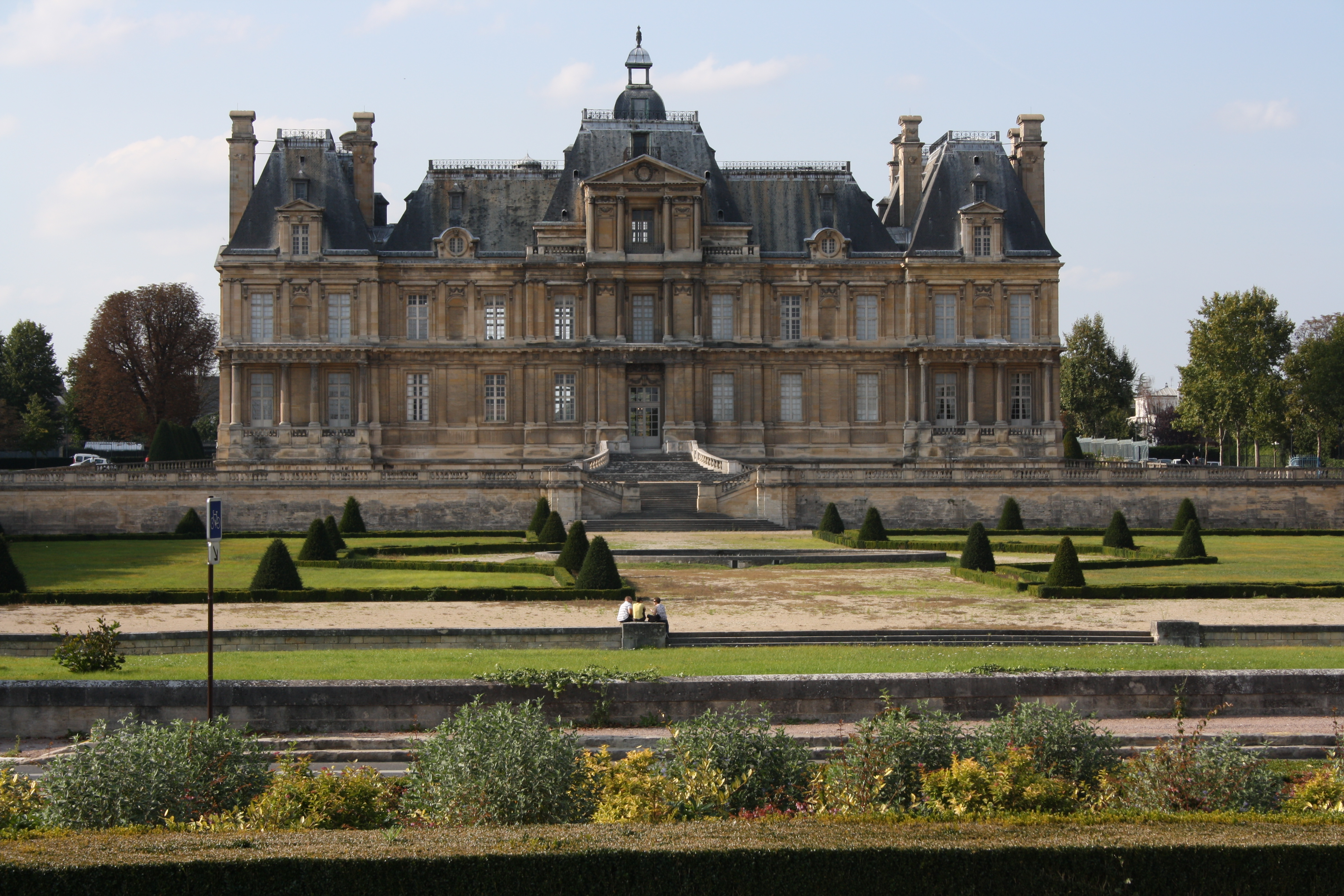
Палац Мезон-Лафіт з боку залишків регулярного саду, фото 2011 р.

Пала́ц Мезо́н-Лафі́т  — уславлена палацова споруда архітектора Франсуа Мансара (1598—1666), що стала видатною як в творчому надбанні архітектора, так і в історії архітектури Франції і Європи. Палац розташовано у місті Мезон-Лафітт департменту Івлін у Іль-де-Франс.

## Мезон-Лафіт і Підгорецький замок. Історична паралель. 17 століття
- Палац Мезон-Лафіт виник поблизу Парижу і королівської резиденції з назвою Сен-Жерменський палац. Замовником став багатій Рене де Лонгей, що міг дозволити собі запросити до робіт найкращого з архітекторів Франції того часу — Франсуа Мансара. Будівництво тривало чотири роки (1642—1646). Ще три роки тривав процес декорування інтер'єрів. Вже у 1651 році в замку пишно приймали спадкоємця престолу — принца Луї 14-го, його мати, регентшу Анну Австрійську, брата короля — герцога Анжуйського і королівський двір.

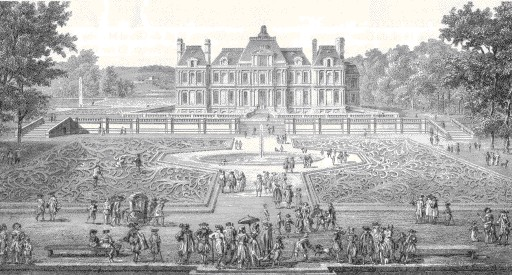
Палац Мезон в кінці 17 ст.
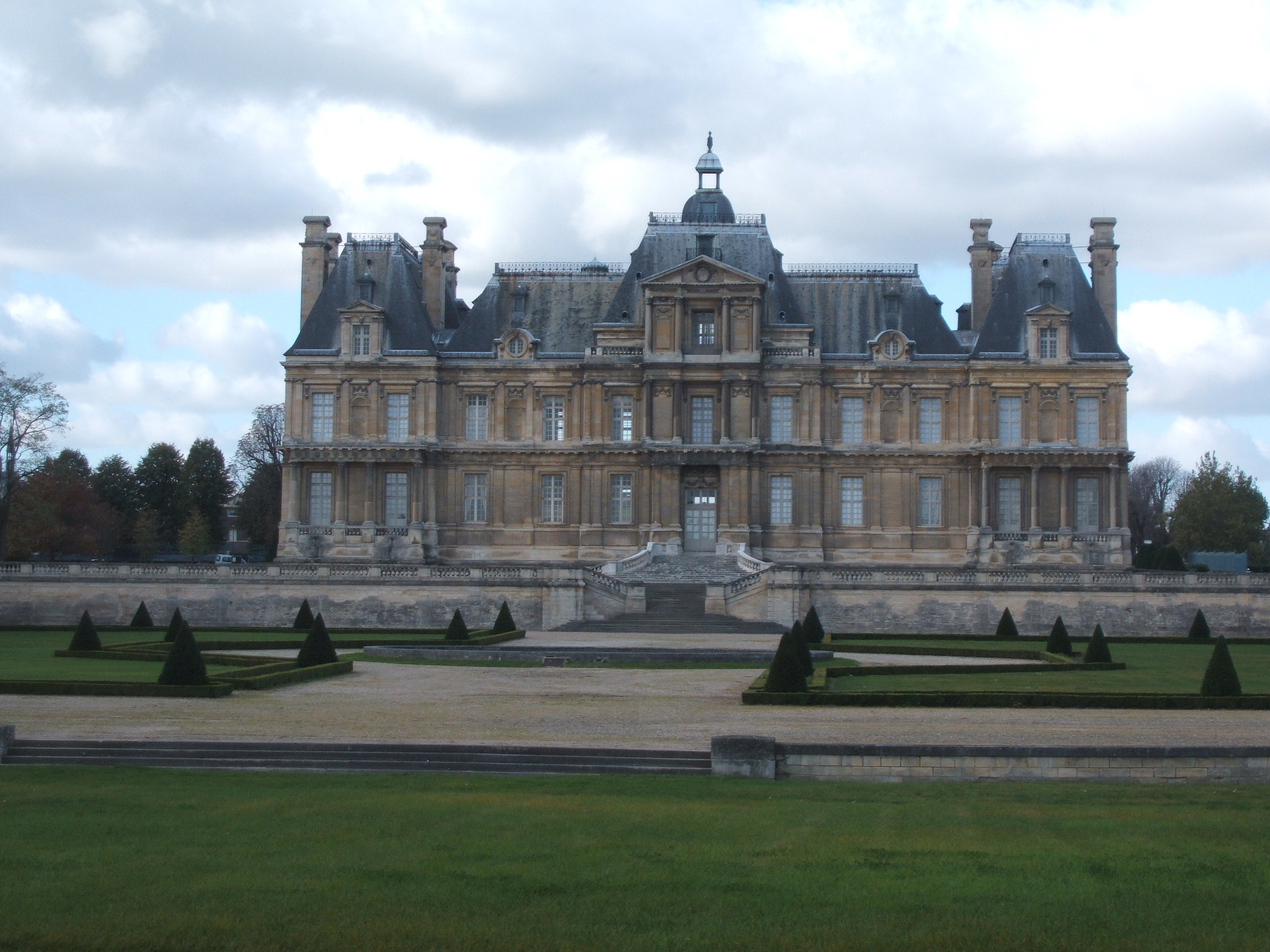
Палац Мезон на 2007 рік.

- - Підгорецький замок виникає на замовлення коронного гетьмана Станіслава Конецьпольського, не останньої людини в державі, але далеко від столиці Польщі. На роботи запрошено найкращого на той час в краї архітектора Андреа дель Аква, що будує палац на залишках фортеці, використовуючи її як міцні підмурки. Палац тричастинний і первісно двоповерховий, як і палац Мезон-Лафіт, але бічні павільйони триповерхові. Центр палацу підкреслював ризаліт з фігурним бароковим дахом і шпилем. Будівництво тривало у 1635—1640 роках. Вже в 1646 р. замок відвідує король Польщі Владислав IV, на честь якого відбулися свята і феєрверк.

- Ансамбль палацу Мезон-Лафіт у 1658—1660 рр. зазнав добудов, на які знов запрошено талановитого, але дорогого архітектора Франсуа Мансара. Той прокладає довгу під'їзну дорогу і три двори складних геометричних форм, а також будує стайні на 40 коней, фасади яких такі ж парадні, як і у палацу. Він же автор і регулярного саду поблизу палацу.

- - Регулярний сад при замку в Підгірцях розпланував ландшафтний архітектор з Риму, ім'я якого досі встановити не вдалося. Сад розвивав ідею регулярних садів на терасах, що мали на той час традицію в садівництві при віллах Італії. У 1651-56 рр. замок і сад в Підгірцях ремонтують і відновлюють після руйнацій вояків Богдана Хмельницького, бо замок опинився на театрі бойових дій національно-визвольної війни з боку України.

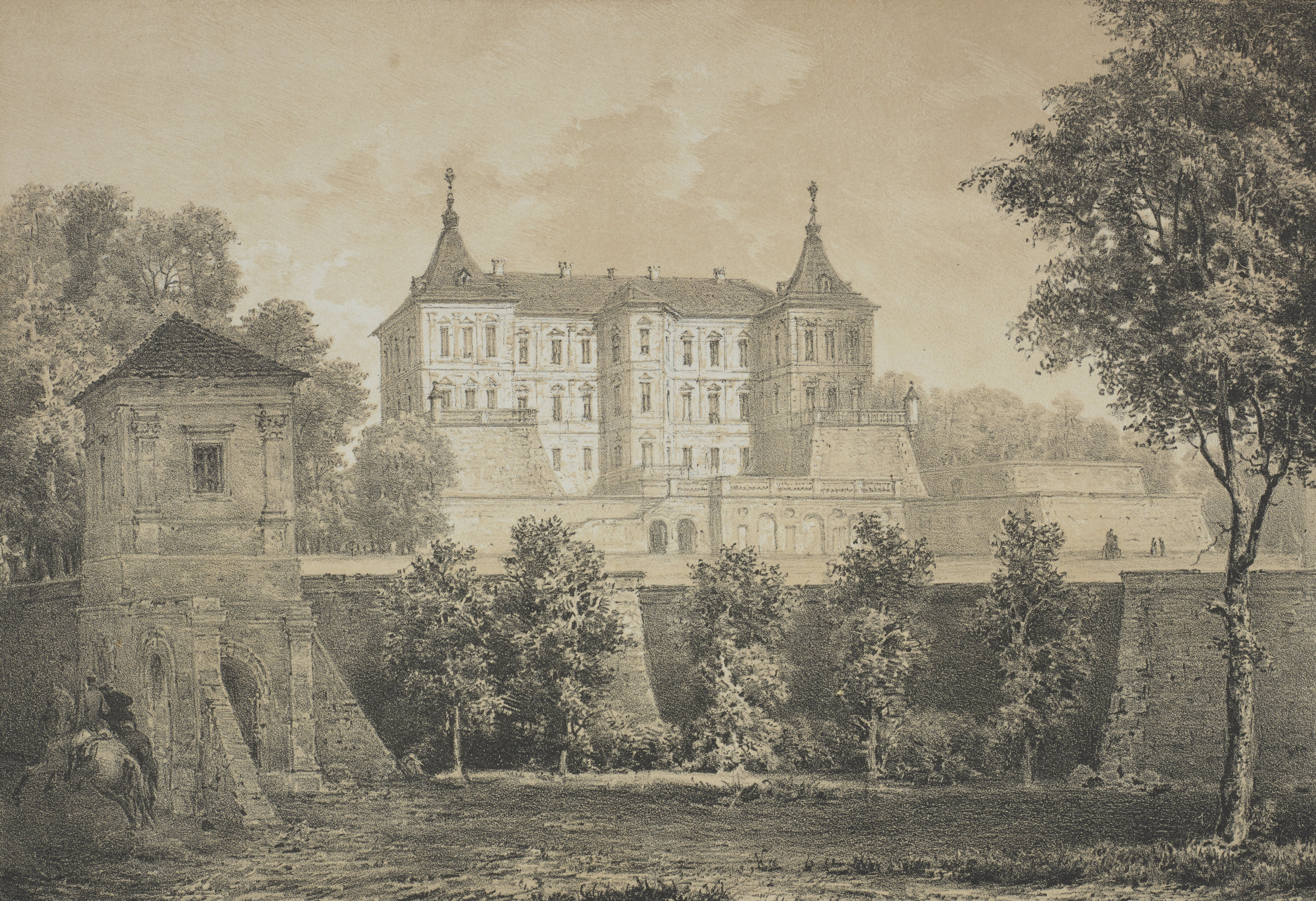
Наполеон Орда. Малюнок замку в Підгірцях.
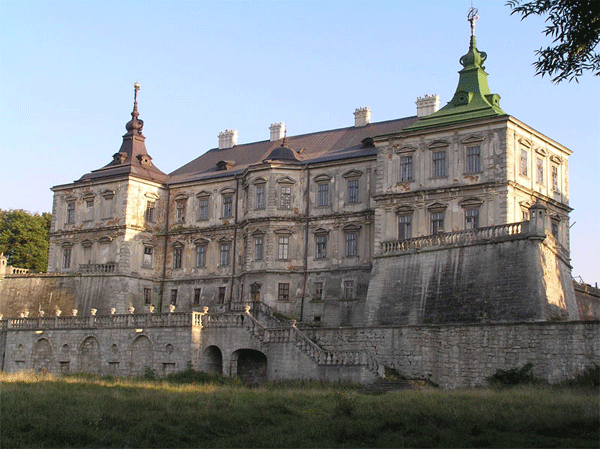
Підгорецький замок на 2006 рік.

## 18 століття
- Замок Мезон-Лаффіт декілька разів переходить в іншу власність. Початок 18 століття цікавий тим, що в замку гостить відомий письменник Вольтер, якого приймав тодішній володар Жан Рене де Лонгей. Палац постраждав від пожежі і потребує ремонту. Його продають і володарем став не король, а брат короля граф д'Артуа, що руйнує барокові оздоби і міняє їх на новомодні, неокласичні. Наближеність до королівської родини і великі кошти дозволили запросити на роботи видатних скульпторів, серед яких Гудон, Буазо, Клодіон. В небезпечні роки французької революції 1789-1793 рр. володар емігрував, замок конфіскують як майно емігранта-зрадника, меблі і все коштовне вивозять і продають на аукціоні. Палацова будівля зазнала пограбувань, але її продають. Новий володар - конезаводчик Ланшер - цікавиться лише стайнями та отриманням прибутків з свого бізнесу. У 1804 р. Ланшер продав замок маршалу Наполеона - Жану Ланну.

- - Вже наприкінці 17 ст. Пізгорецький замок став майном короля Польщі. У 1720 р. у сина короля Яна Собеського ( Костянтина ) замок купує магнат Станіслав Жевуський, а його син Вацлав починає масштабні перебудови. Весь палац добудовують третім поверхом. Ансамбль споруд доповнюють дерев'яною будівлею заїзду ( готелю для гостей ), при замку створені друкарня і театр. Найкращою архітектурною спорудою в парку став костел Св. Йосипа, побудований у 1752-1766 роках в стилі пізнього бароко. Ще наприкінці 18 століття Підгорецький замок почав занепадати, а його майно, меблі і картини розпродано на трьох аукціонах.

## 19 століття
- Серед володарів замку Мезон-Лафіт - банкір Лафіт, котрий намагався  продати замок з ділянкою землі разом. Барокові сади і геометричні двори Мансара буди зруйновані ще раніше. Лафіт подрібнив земельну ділянку на частини і продав їх під забудову. Колишній регулярний сад зменшився майже в 10 разів. Аби продати землі, Лафіт зруйнував стайні (арх. Франсуа Мансар), балюстради курдонера і рови, що оточували парадний двір.

У 1877 р. замок придбав багатий художник ( німець за походженням ) з Російської імперії Василь Громме. Він наново дробить земельну ділянку, частини якої продали до 1904 року. Палац Мезон-Лафіт його не цікавив і залишався в занедбаному стані. В 1900 році Василь Громме помер. Майно купує Жозеф Симонде, що сповіщає про плани руйнації палацу Мезон-Лафіт взагалі.
- - Майном родини Жевуських замок залишається до 1860-х років, коли бездітний Леон Жевуський передав занедбаний палац Євстахію Сангушку за умов реставрації і нагляду за замком. Повільні відновлювальні і ремонтно-реставраційні роботи тривали у 1867 — 1903 роках. Замок і земельна ділянка щасливо уникнули подрібнення території чи розпродажу окремих ділянок під дачі чи забудову особняків для новонародженої буржуазії. Сад бароко на терасах зник, але залишились деякі оздоби і частково садово-паркова скульптура. Неповторного вигляду архітектурному ансамблю в Підгірцях надавав саме парк, у зелені якого ховалися і замок, і заїжджий двір та декілька інших споруд. В давнину власне парк справляв на подорожнього значно сильніше враження, ніж сам замок, хоча подібних годі шукати й в Польщі, де чимало панських садиб та замків. Це визнавали й самі поляки, а авторитетний Ян Матейко(1838-1893) навіть зробив замальовку палацу, що збережена. Малював Підгорецький замок й непосидючий Наполеон Орда(1807-1883), онук пана Бутримовича з Пінську, що в Білорусі.

## 20 століття
- Аби врятувати залишки парку і сам палац Мезон-Лафіт галас підняли багаті володарі сусідніх особняків. Га́лас багатіїв почули. І уряд Франції у 1905 р. купує палац і залишки саду. До свята 14 липня 1912 року замок відкрили для відвідин. Він і зараз залишається осередком багатого буржуазного району.